# یشیل‌کوی (بورچکا)
یشیل‌کوی (به ترکی استانبولی: Yeşilköy) یک منطقهٔ مسکونی در ترکیه است که در بورچکا واقع شده‌است. یشیل‌کوی ۱۲۴ نفر جمعیت دارد.